# Arcturinoides gibbosus
Arcturinoides gibbosus is een pissebed uit de familie Arcturidae. De wetenschappelijke naam van de soort is voor het eerst geldig gepubliceerd in 1989 door Müller.